# Стшельно-Кляшторне
Стшельно-Кляшторне (пол. Strzelno Klasztorne, нім. Waldau) — село в Польщі, у гміні Стшельно Моґіленського повіту Куявсько-Поморського воєводства.
Населення — 203 особи (2011).
У 1975-1998 роках село належало до Бидгощського воєводства.

## Демографія
Демографічна структура станом на 31 березня 2011 року:
|          | Загалом | Допрацездатний вік | Працездатний вік | Постпрацездатний вік |
| -------- | ------- | ------------------ | ---------------- | -------------------- |
| Чоловіки | 103     | 19                 | 71               | 13                   |
| Жінки    | 100     | 17                 | 61               | 22                   |
| Разом    | 203     | 36                 | 132              | 35                   |